# Horastrea
Horastrea is een geslacht van neteldieren uit de klasse van de Anthozoa (bloemdieren).

## Soort
- Horastrea indica Pichon, 1971